# Список об'єктів, названих на честь Оґюстена-Луї Коші
Наступне було названо на честь Оґюстена-Луї Коші (фр. Augustin Louis Cauchy; 1789—1857) — французького математика:
теореми
- Інтегральна теорема Коші
- Теорема Коші про середнє значення
- Теорема Коші (теорія груп)
- Теорема Коші про багатогранники
- Теорема Больцано — Коші
- Теорема Коші — Девенпорта

інше
- Інтегральна формула Коші
- Число Коші
- Матриця Коші
- Розподіл Коші
- Горизонт Коші
- Ознака Коші
- Радикальна ознака Коші
- Інтегральна ознака Маклорена — Коші
- Тензор напружень Коші
- Послідовність Коші
- Нерівність Коші — Буняковського
- Рівняння Коші — Ейлера
- Умови Коші — Рімана
- Лема Коші-Фробеніуса
- Формула Біне — Коші
- Задача Коші для рівняння теплопровідності
- Головне значення інтеграла за Коші